# Kredu min, Sinjorino!
 (mai 2021).
Kredu min, Sinjorino (Croyez-moi, Madame!) est un roman originellement écrit en espéranto par Cezaro Rossetti sorti en 1950,.
Cet ouvrage fait partie de la liste des lectures de base en espéranto compilée par William Auld.

## Résumé
1. Cezaro Rossetti, suisse habitant d'Édimbourg, est encouragé par un ami à écrire un roman sur son métier.
2. Tout commença, quand dégoûté, il abandonna son métier de cuisinier. Il se fait alors expliquer le métier de VRP.
3. Et faute de trouver autre chose, il présente sa candidature de vendeur à diverses firmes. L'une d'elles donne même un cours où il apprend à vendre des brosses à reluire.
4. Les premiers jours sont difficiles, les gens lui claquent la porte au nez, mais sa technique s'affine.
5. Rossetti discute avec d'autres colporteurs de leurs techniques. Se dévoile le regard cynique qu'ils portent sur leur métier.
6. Cezaro convainc son employeur de louer un stand à la foire de Waverley Market.
7. Avant la foire il discute et se lie d'amitié avec d'autres exposants, qui lui proposent d'embaucher une aide pour son stand : Anne.
8. Anne prend les choses en main, revoit les prix à la hausse (prétendument avec un rabais !) et prodigue quantité de conseils utiles.
9. Anne a des méthodes de vente plutôt directes. Un exposant, Premo, dénigre les produits du narrateur, qui se rebiffe. Mais la foire est un succès commercial.
10. Cezaro s'entiche d'Anne.
11. Malgré le succès, le patron ne veut pas se risquer à exposer dans d'autres foires. Anne prend donc contact avec la concurrence, qui embauche Cezaro.
12. Le nouvel emploi commence difficilement. Intimidé, le narrateur n'ose d'abord pas être trop bonimenteur avec les commerçants, mais il apprend vite qu'il peut en user avec eux comme avec le public de foire.
13. Il fait un cauchemar abominable sur le groupe d'espéranto de Plurtown.
14. Sur une foire, Cezaro retrouve les exposants de l'année précédente et embauche un Irlandais, Micky, ainsi qu'un incroyable bavard, non dénué d'un certain toupet, Martin Vernon.
15. Ce dernier nous gratifie d'un petit traité de manipulation des foules, mais ne veut pas suivre Cezaro à la foire de Bristol.
16. La saison des foires se termine et le groupe se sépare. Cezaro nous présente les méthodes de son rival, Premo…
17. Les collègues de chez Olympia. Cezaro fait connaissance d'un compatriote suisse, avec lequel il n'a aucune langue commune. C'est alors qu'il essaye l'espéranto…

## Commentaires

### Les confessions d'un bonimenteur
Rossetti, dans ce roman autobiographique, nous explique comment il apprend toutes les ficelles du métier de bonimenteur de foire et nous les dévoile.

### Une anthologie de la phraséologie
Les titres de chapitres reprennent les proverbes de Zamenhof, et différents mots ailés que l'on rencontre fréquemment.

### L'école des rigolos
Avec Raymond Schwartz et Rossetti, le monde des écrivains espérantophones de l'après-guerre est celui de rigolos qui usent et abusent du jeu de mots et nous présentent volontiers des situations loufoques.